# Crotalus horridus
Crotale des bois
Espèce
Synonymes
- Crotalus atricaudatus Latreille, 1802
- Crotalus horridus atricaudatus Latreille, 1802

Statut de conservation UICN

 LC  : Préoccupation mineure
Crotalus horridus, le Crotale des bois, est une espèce de serpents de la famille des Viperidae.
C'est un reptile venimeux qui se rencontre dans l'est des États-Unis et l'extrême-sud du Canada, et mesure de 91 à 152 cm − généralement moins de 100 cm − pour un poids de 500 g à 1,5 kg. Il présente des motifs de lignes transversales brun sombre ou noires sur une base brun clair à grise. Les lignes présentent une bordure irrégulière, en zigzag, en forme de « M » ou de « V », avec une face ventrale jaunâtre − toutefois des individus mélaniques, intégralement noirs, sont assez fréquents. Il est potentiellement l'un des serpents les plus dangereux de son aire de répartition de par ses grands crochets à venin et la forte quantité qu'il en injecte, mais son caractère plutôt placide et sa période d'activité restreinte dans l'année font qu'il est rarement impliqué dans des morsures mortelles sur l'Homme. Par ailleurs, la composition de son venin varie fortement entre les différentes populations, certains étant principalement neurotoxiques, d'autres hémorragiques (ou une combinaison des deux) et d'autres enfin n'ayant aucune de ces caractéristiques et considérés comme peu actifs. Bien que non classée comme espèce menacée par l'UICN dans sa globalité elle est toutefois considérée comme « en danger » par plusieurs États d'Amérique − et même considérée comme éteinte dans le Maine et dans le Rhode Island.

## Description
Ce serpent atteint une longueur de 91 à 152 cm, même si la plupart mesurent moins de 100 cm, pour un poids de 500 g à 1,5 kg,,,. Le plus grand spécimen référencé mesure 182,2 cm et le plus gros faisait un poids de 4,5 kg,.
Les écailles dorsales sont carénées et celles de la tête assez petites sauf vers l'avant et au-dessus des yeux, dont la pupille est fendue verticalement. La tête se découpe nettement du corps, avec un museau plutôt arrondi.
Il est de couleur de base grise ou marron clair avec des bandes transversales brun sombre à noires, qui ont une forme de « M » ou de « V » avec une bordure irrégulière, en zigzag. Souvent une bande de couleur rouille est présente vers le cou. Le ventre est jaunâtre, parfois marqué de noir. Les individus mélaniques − intégralement noirs − sont assez communs.

### Diagnose
Les écailles du dos sont disposées en 21 à 26 rangées − plutôt 25 rangées dans les populations du sud et 23 dans les populations du nord. Les femelles ont de 158 à 177 écailles ventrales et les mâles de 163 à 183. Les mâles ont de 20 à 30 écailles sous-caudales, de 15 à 26 pour les femelles. L'écaille rostrale est en général plus haute que large. Dans la zone entre les narines et le front il y a de 4 à 22 écailles incluant 2 grandes écailles triangulaires, suivies par 2 grandes et rectangulaires écailles pré-frontales. Entre les écailles supra-oculaires et inter-nasales il ne se trouve qu'une écaille. Il y a de 5 à 7 écailles inter-orbitales. En général la première écaille supra-labiale touche l'écaille pré-nasale.

Détails et variations d'apparence
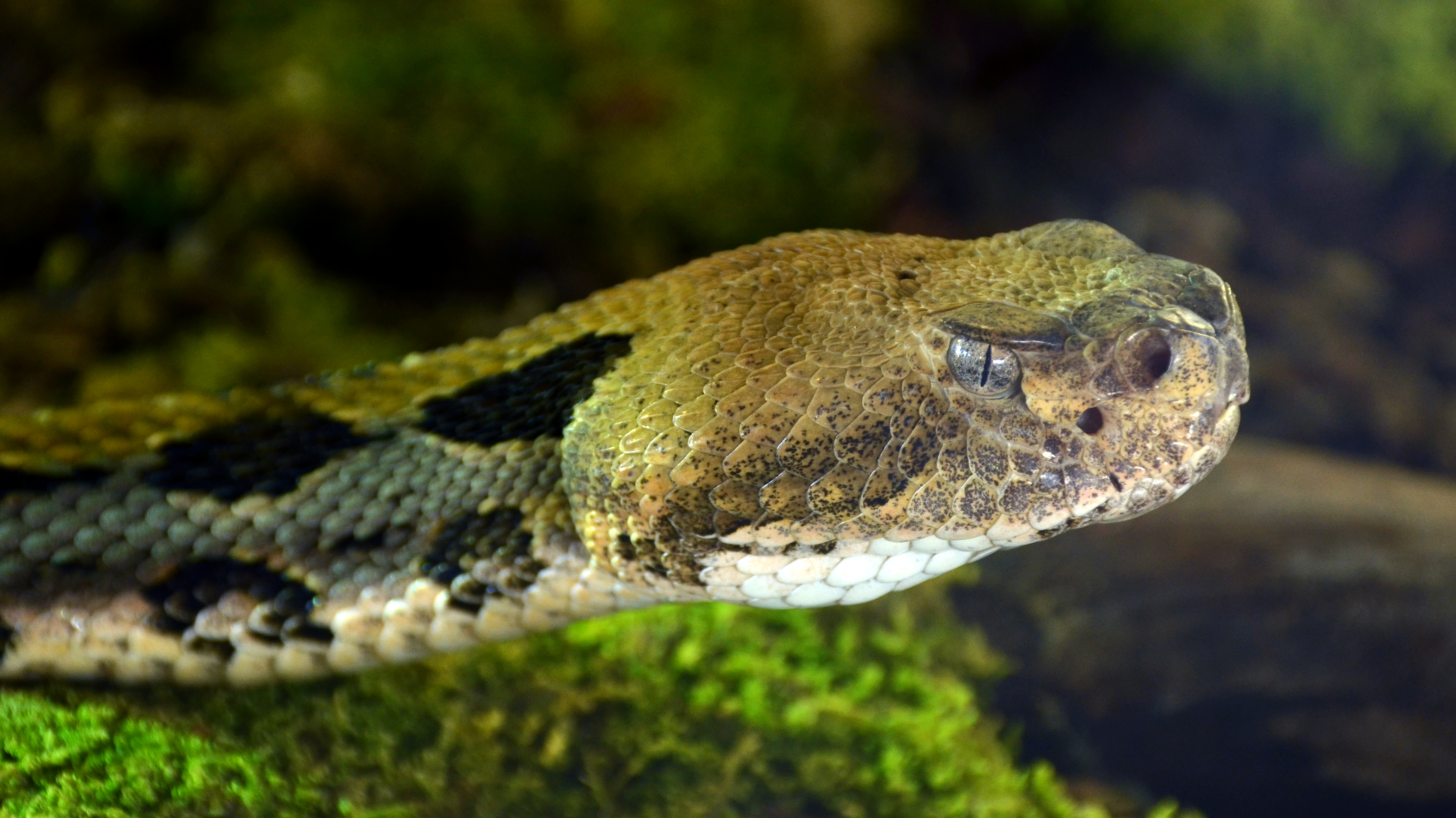
Tête en gros plan.
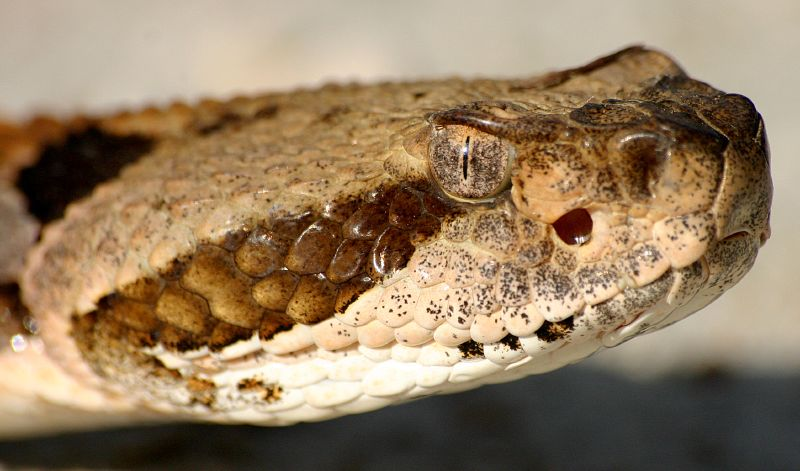
Tête en gros plan (autres couleurs).
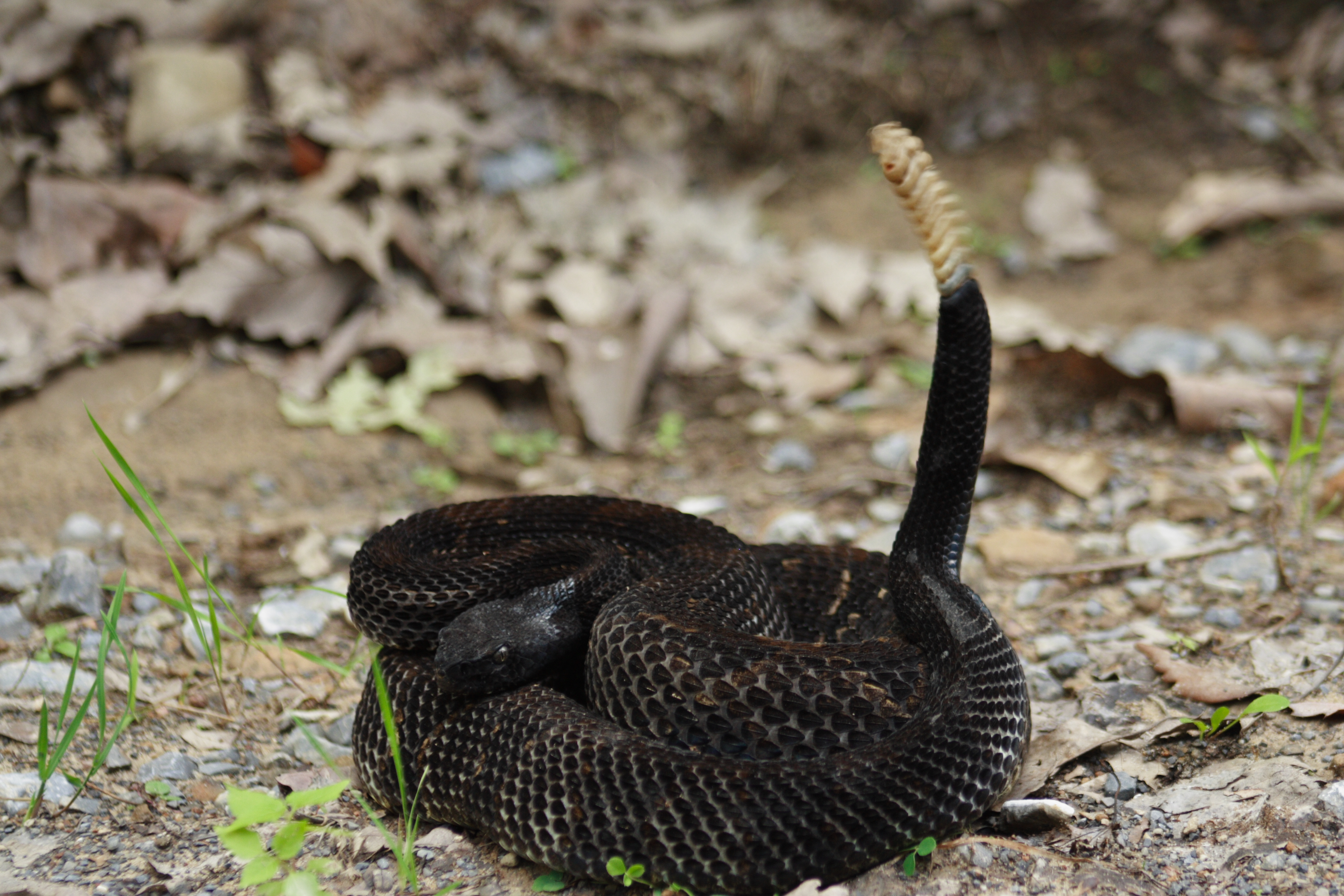
Spécimen mélanique.
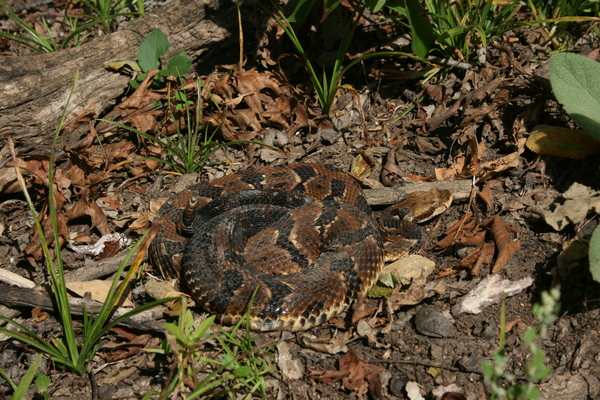
Spécimen ocre et noir.
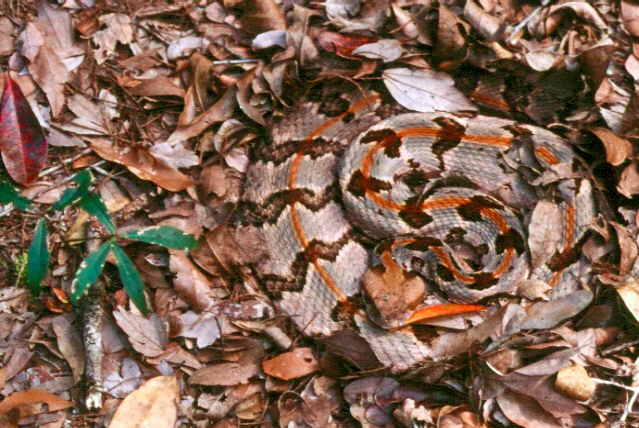
Spécimen bien adapté aux feuilles mortes.
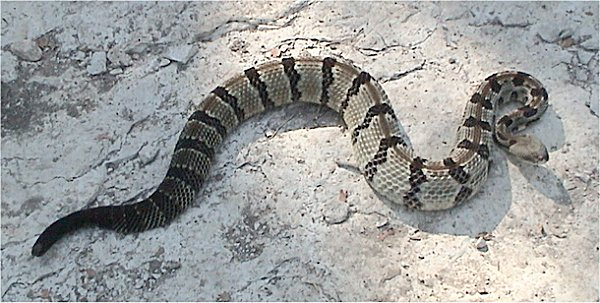
Spécimen plutôt noir-gris.

## Répartition
Cette espèce se rencontre :
- dans l'est des États-Unis dans l'est du Texas, dans l'est de l'Oklahoma, dans l'est du Kansas, dans le sud-est du Minnesota, dans le sud et l'est de l'Iowa, au Missouri, en Arkansas, en Louisiane, au Mississippi, en Alabama, en Géorgie, dans le nord de la Floride, en Caroline du Nord, en Caroline du Sud, en Virginie, en Virginie-Occidentale, au Kentucky, dans le sud de l'Indiana, dans le sud et l'est de l'Illinois, dans le sud-ouest du Wisconsin, en Ohio, dans l'est du Maryland, en Pennsylvanie, au New Jersey, à New York, à Rhode Island, au Connecticut, au Massachusetts, au New Hampshire et dans le sud du Vermont.

C'est la seule espèce de crotale présente dans le nord-est des États-Unis et elle était la seule espèce de reptile venimeux au Québec, mais elle est maintenant considérée comme éteinte au Canada depuis 2001 par la Loi sur les espèces en péril, et elle a également disparu du Maine et de Rhode Island, et est quasiment éteinte au New Hampshire.

## Biologie et mœurs

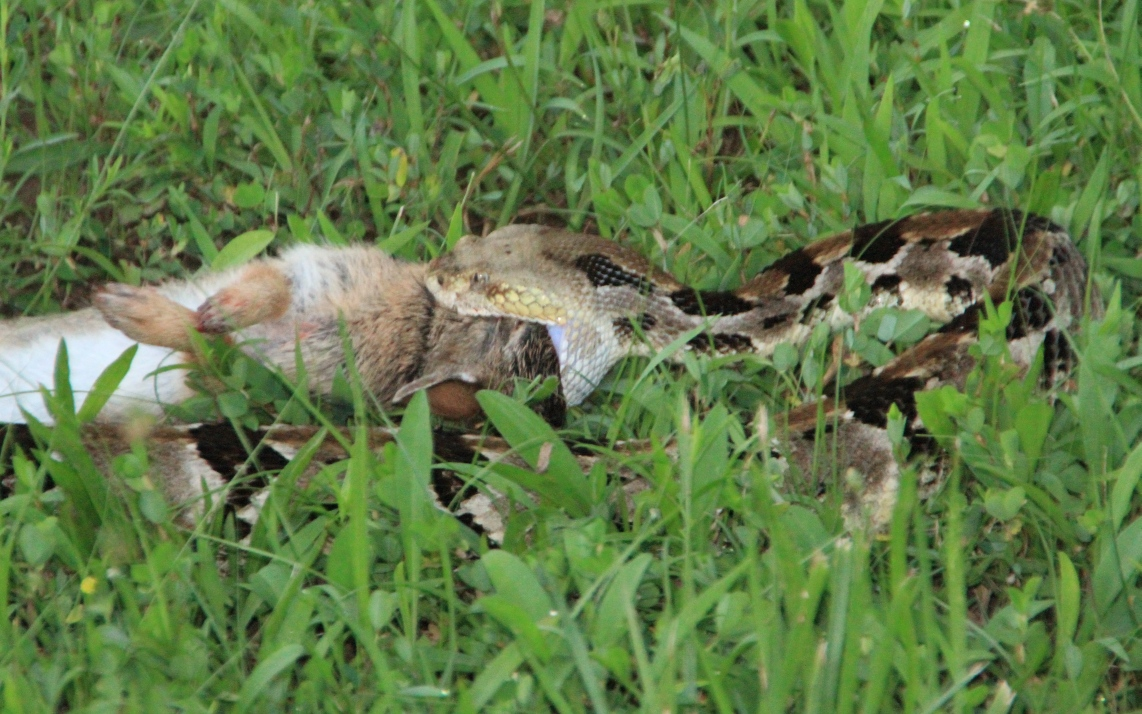
Crotalus horridus avalant une proie.

Ce serpent est venimeux. Durant l'hiver, il hiberne dans les trous ou crevasses de rochers, souvent avec d'autres serpents comme Agkistrodon contortrix et Pantherophis obsoletus. Il est actif de mi-mai à mi-octobre (dans le Massachusetts).
Il vit dans les forêts de feuillus. Il se nourrit principalement de petits mammifères mais peut également chasser de petits oiseaux, des grenouilles, ou de petits serpents. Même s'il peut attaquer de petits Crotalus il s'attaque plutôt à des Thamnophis. Comme la plupart des crotales, ce serpent utilise son odorat pour trouver les lieux de passage de ses proies et pour s'embusquer et les mordre à leur passage, les suivant jusqu'à ce qu'elles meurent et puissent être mangées,. Ils se postent dans les branches basses pour attaquer leurs proies qui sont généralement terrestres (les proies arboricoles sont capturées lorsqu'elles sont au sol),. Leurs proies se répartissent statistiquement comme suit :
- Peromyscus : 33,3 %
- Microtus : 10,9 %
- Tamias : 10,6 %
- Sylvilagus : 10,4 %
- Sigmodon : 5,3 %
- Sciurus : 4,2 %

Les juvéniles ont un régime alimentaire différent, chassant principalement des proies plus petites comme des musaraignes ou des Peromyscus (consommés aussi par les adultes).

### Reproduction
C'est un serpent ovipare. Les plus petites femelles produisant des œufs viables mesurent 72,2 cm. Durant l'été les femelles gravides semblent préférer les milieux ouverts, rocheux, et plus chauds, surtout avant de pondre,.

### Venin
Ce serpent est potentiellement l'un des plus dangereux d'Amérique du Nord à cause de ses grands crochets à venin et de la grande quantité de venin qu'il injecte.
Cette dangerosité est tempérée par le comportement peu agressif de ce serpent et sa longue période de dormance. Même en des endroits où ce serpent est très présent, on ne relève que peu de cas de morsures fatales.
La toxicité de son venin varie énormément en fonction de la localisation géographique des populations. Au moins 4 types de venins ont été décrits pour cette espèce : le type A est principalement neurotoxique et se rencontre dans les populations du sud de sa répartition ; le type B génère principalement des hémorragies et se rencontre dans les populations du nord et quelques-unes au sud-est ; le type C est relativement peu actif ; des populations A+B existent également aux zones de contact entre les types A et B.

## Sous-espèces
Aucune sous-espèce n'est reconnue par Reptile Database. La sous-espèce Crotalus horridus atricaudatus (Latreille in Sonnini and Latreille, 1802) est considérée comme invalide. Des études génétiques indiqueraient qu'il pourrait exister deux sous-espèces (Brown & Ernst, 1986) mais qu'elles ne peuvent pas être distinguées par des critères morphologiques.

## Menaces
Cette espèce est classée comme « Préoccupation mineure » (LC) sur la liste rouge de l'UICN. Ce classement vient de sa larges distribution, sa population (supposée) élevée, et parce qu'il n'y a pas de menace connue mettant en cause sa population.
Elle est toutefois classée comme « En danger » dans les États du New Jersey, du Vermont et du Massachusetts, Virginie, New Hampshire, Indiana et Ohio, et comme « Menacée » dans les états de New York, du Connecticut, de l'Illinois, du Minnesota et du Texas.
Ce serpent est éteint dans le Maine et dans le Rhode Island, et il est protégé dans la plupart des États des Appalaches. Malgré tout leur population décline toujours à cet endroit.

## Dans la culture
Ce serpent a été très utilisé comme emblème d'abord de la Révolution américaine puis des États-Unis eux-mêmes, notamment lors de la guerre d'indépendance, et comme symbole de la marine continentale, sur son pavillon (le First navy jack (en)), de 1975 à 1976 et de 2002 à 2019. Parmi les raisons de ce choix, le caractère réputé doux du serpent, qui n'attaquerait que pour se défendre et qui symboliserait donc l'idée de défense de ses droits.
Il a également été désigné comme State reptile (en) par l'État de Virginie-Occidentale en 2008.

### Publication originale
- Linnaeus, 1758 : Systema naturae per regna tria naturae, secundum classes, ordines, genera, species, cum characteribus, differentiis, synonymis, locis, ed. 10 (texte intégral).